# Lougga-Tappadi
Lougga-Tappadi est un village de la commune de Martap située dans la région de l'Adamaoua situé dans le département de la Vina au Cameroun.

## Population
En 1967, Lougga-Tappadi comptait 713 habitants, principalement Foulbe.
Lors du recensement de 2005, 1 367 personnes y ont été dénombrées dont 733 de sexe masculin et 634 de sexe féminin.